# Colias
Colias is een geslacht van vlinders uit de familie Pieridae (Witjes).
Colias werd in 1807 beschreven door Fabricius.

## Soorten
Colias omvat de volgende soorten:
- C. adelaidae Verhulst, 1991
- C. aegidii Verhulst, 1990
- C. aias Fruhstorfer, 1903
- C. alexandra W. Edwards, 1863
- C. alfacariensis Ribbe, 1905 - zuidelijke luzernevlinder
- C. alpherakii Staudinger, 1882
- C. alta Staudinger, 1886
- C. arida Alphéraky, 1889
- C. aurora Esper, 1784
- C. aurorina Herrich-Schäffer, 1850 - Griekse luzernevlinder
- C. australis Verity, 1911
- C. behrii W.H. Edwards, 1866
- C. berylla Fawcett, 1904
- C. blameyi Jörgensen, 1916
- C. boothii Curtis, 1835
- C. canadensis Ferris, 1982
- C. caucasica Staudinger, 1871 - balkanbremvlinder
- C. cesonia Stoll, 1790
- C. cocandica Erschoff, 1874
- C. croceus (Fourcroy, 1785) - oranje luzernevlinder
- C. chlorocoma Christoph, 1888
- C. christina W. Edwards, 1863
- C. christophi Grum Grshimaïlo, 1885
- C. chrysocoma Eversmann, 1851
- C. chrysomelas Edwards, 1877
- C. chrysotheme (Esper, 1781) - steppeluzernevlinder
- C. dimera Doubleday, 1847
- C. diva Grum Grshimaïlo, 1891
- C. dubia Elwes, 1906
- C. electo (Linnaeus, 1763)
- C. elis Strecker, 1885
- C. eogene C. Felder & R. Felder, 1865
- C. erate Esper, 1805 - oostelijke luzernevlinder
- C. erschoffii Alphéraky, 1881
- C. eurydice Boisduval, 1855
- C. eurytheme Boisduval, 1852
- C. euterpe Müller
- C. euxanthe C. & R. Felder, 1865
- C. felderi Grum Grshimaïlo, 1891
- C. fieldii Ménétriés, 1855
- C. flaveola Blanchard, 1852
- C. gigantea Strecker, 1900
- C. grumi Alphéraky, 1897
- C. harfordii H. Edwards, 1877
- C. hecla Lefèbvre, 1836 - Noordse luzernevlinder
- C. heos (Herbst, 1792)
- C. hyale Linnaeus, 1758

- C. hyperborea Grum Grshimaïlo, 1900
- C. interior Scudder, 1862
- C. lada Grum Grshimaïlo, 1891
- C. ladakensis C. & R. Felder, 1865
- C. leechi Grum Grshimaïlo, 1893
- C. lesbia (Fabricius, 1775)
- C. marcopolo Grum Grshimaïlo, 1888
- C. marnoana Rogenhofer, 1884
- C. meadii W. Edwards, 1871
- C. minisni Bean, 1895
- C. montium Oberthür, 1886
- C. mossi Rothschild, 1913
- C. myrmidone (Esper, 1781) - bremvlinder
- C. nastes Boisduval, 1832 - vale luzernevlinder
- C. nebulosa Oberthür, 1894
- C. nigerrima Fassl, 1915
- C. nilagiriensis C. & R. Felder, 1859
- C. nina Fawcett, 1904
- C. occidentalis Scudder, 1862
- C. palaeno Linnaeus, 1761 - veenluzernevlinder
- C. pelidne Boisduval & Le Conte, 1830
- C. phicomone (Esper, 1780) - bergluzernevlinder
- C. philippa Fabricius, 1793
- C. philodice Godart, 1819
- C. poliographus Motschulsky, 1861
- C. ponteni Wallengren, 1860
- C. regia Grum Grshimaïlo, 1887
- C. romanovi Grum Grshimaïlo, 1885
- C. sagartia Lederer, 1869
- C. scudderii Reakirt, 1865
- C. shahfuladi Clench & Shoumatoff, 1956
- C. sieversi Grum Grshimaïlo, 1887
- C. sifanica Grum Grshimaïlo, 1891
- C. sordideflavicans (Goeze, 1779)
- C. staudingeri Alphéraky, 1881
- C. stoliczkana Moore, 1878
- C. sulphurea Kotzsch
- C. tamerlana Staudinger, 1897
- C. therapis Felder, 1861
- C. thisoa Ménétriés, 1832
- C. thrasibulus Fruhstorfer, 1910
- C. tibetana Riley, 1923
- C. tolima Fassl, 1915
- C. tyche (Böber, 1812)
- C. vauthierii Guérin-Meneville, 1829
- C. viluiensis Ménétriés, 1859
- C. wanda Grum-Grshimaïlo, 1907
- C. weberbaueri Strand, 1912
- C. wiskotti Staudinger, 1882

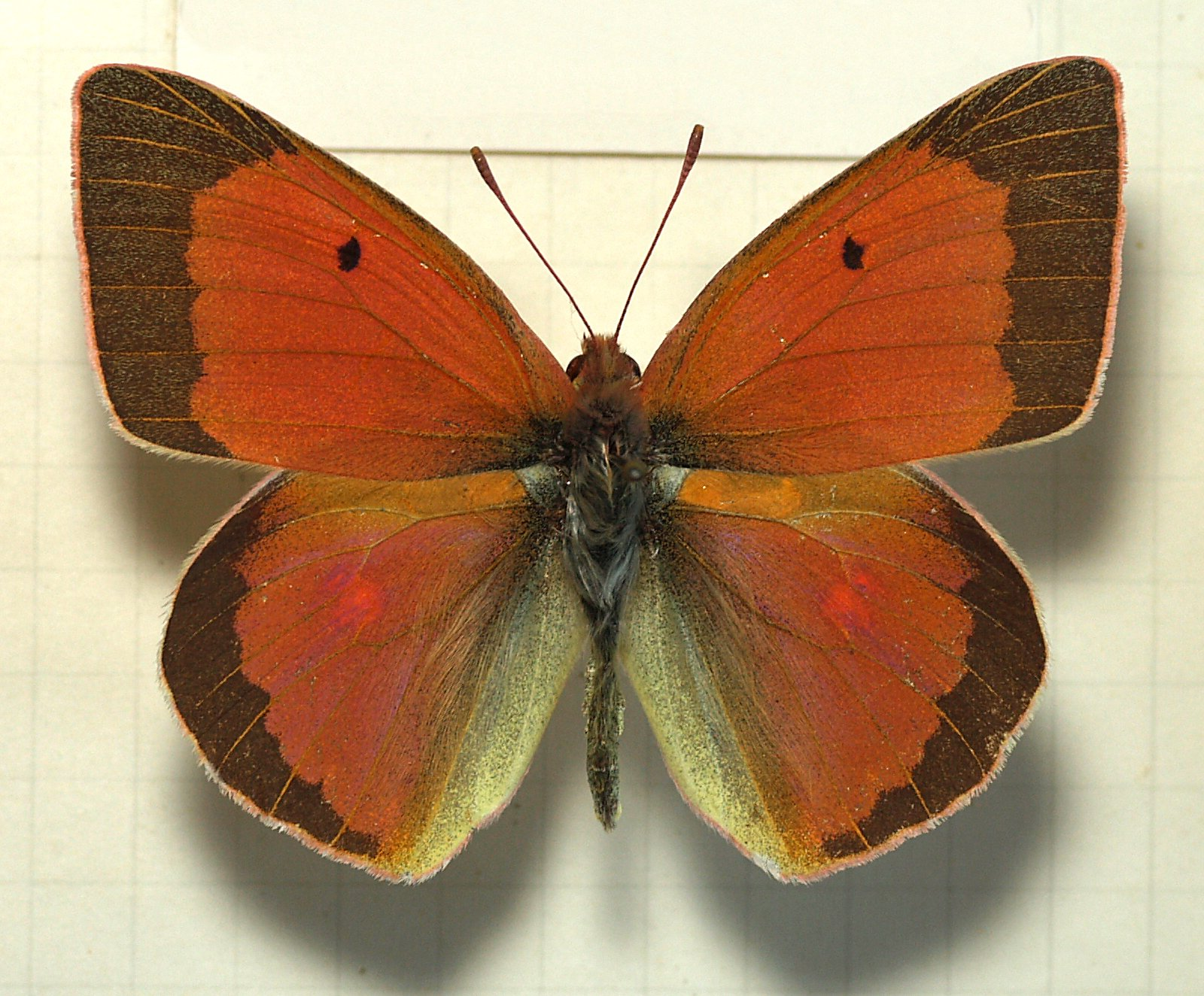
Colias aurorina heldreichi, ♂
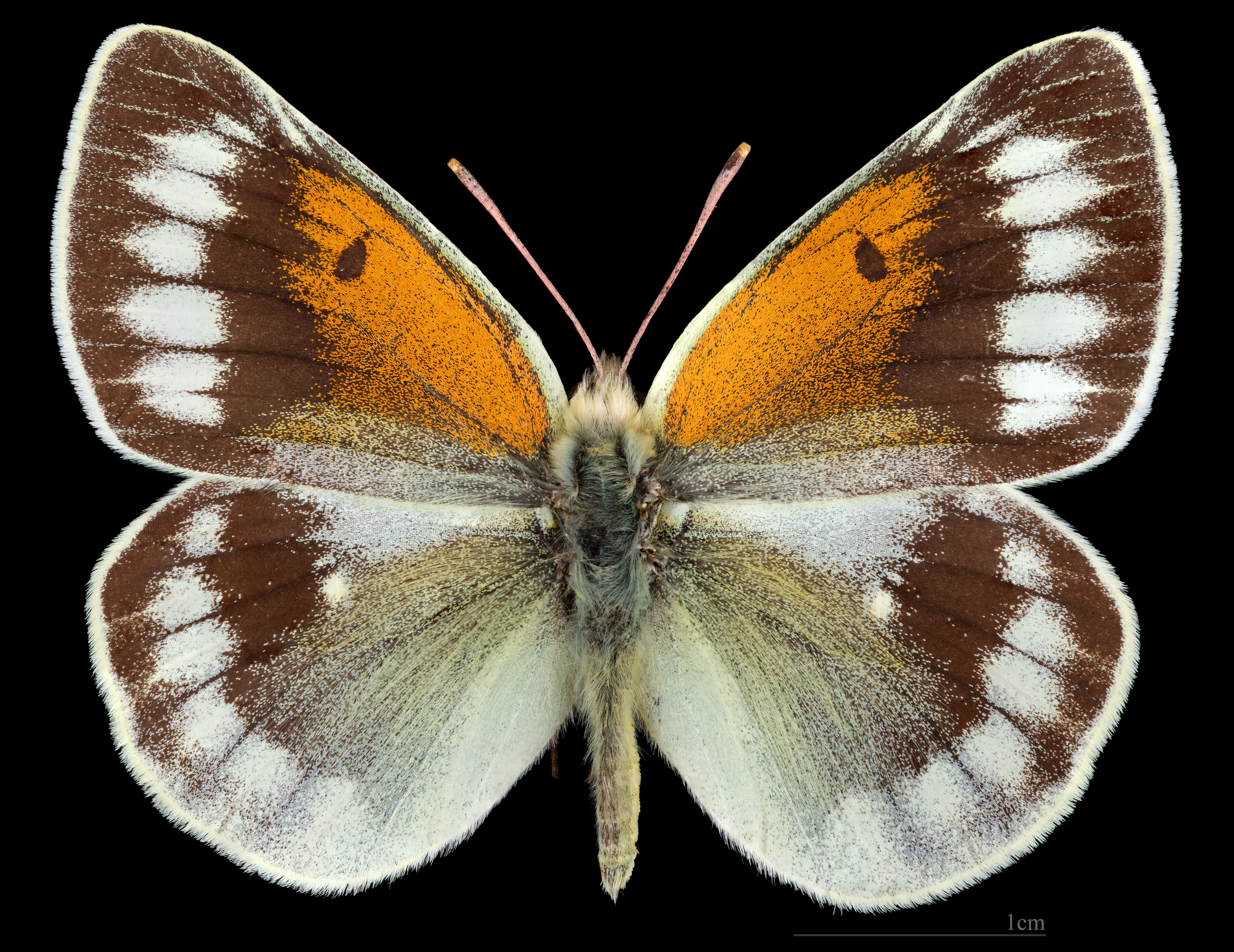
Colias christophi, ♂
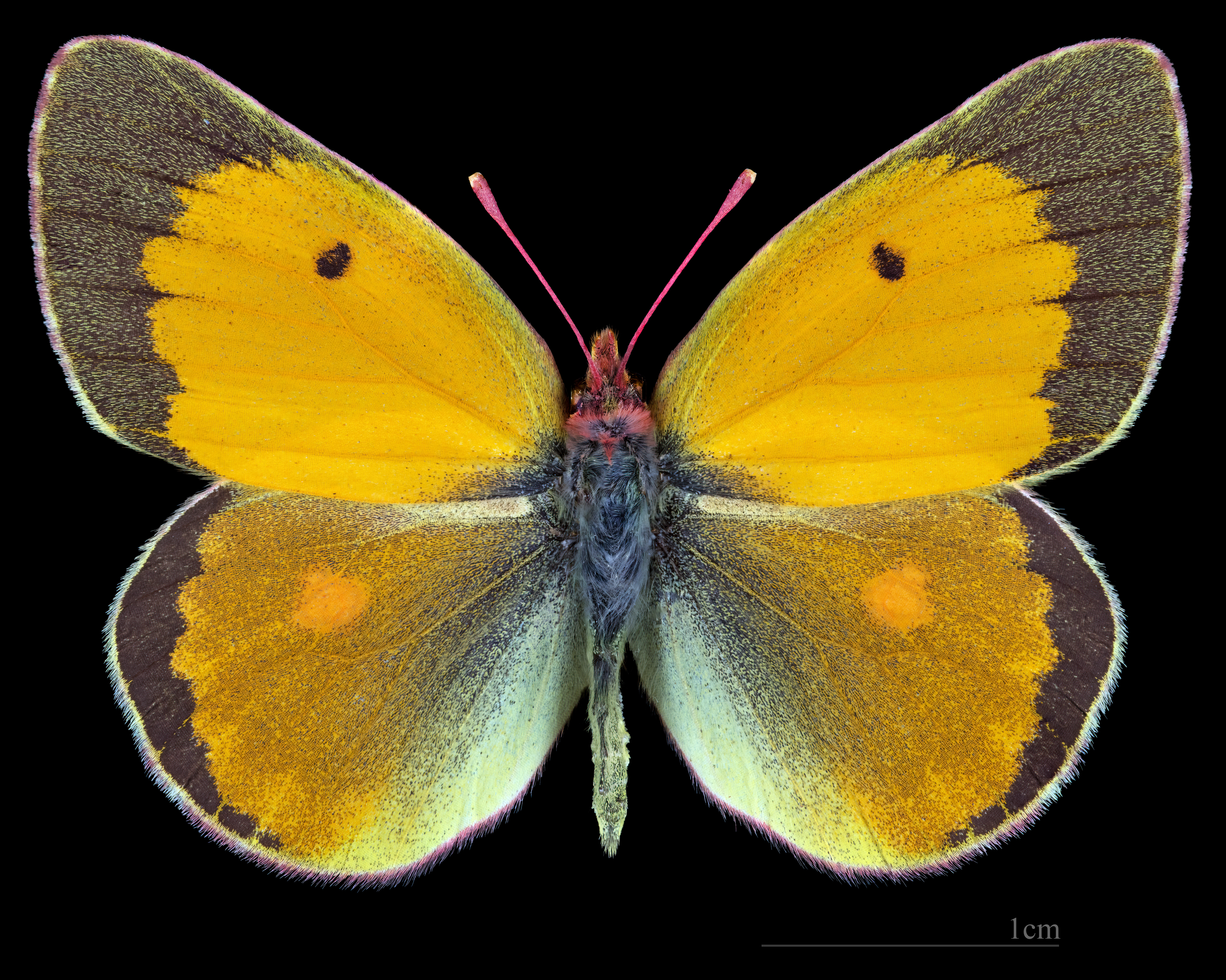
Colias myrmidone, ♂
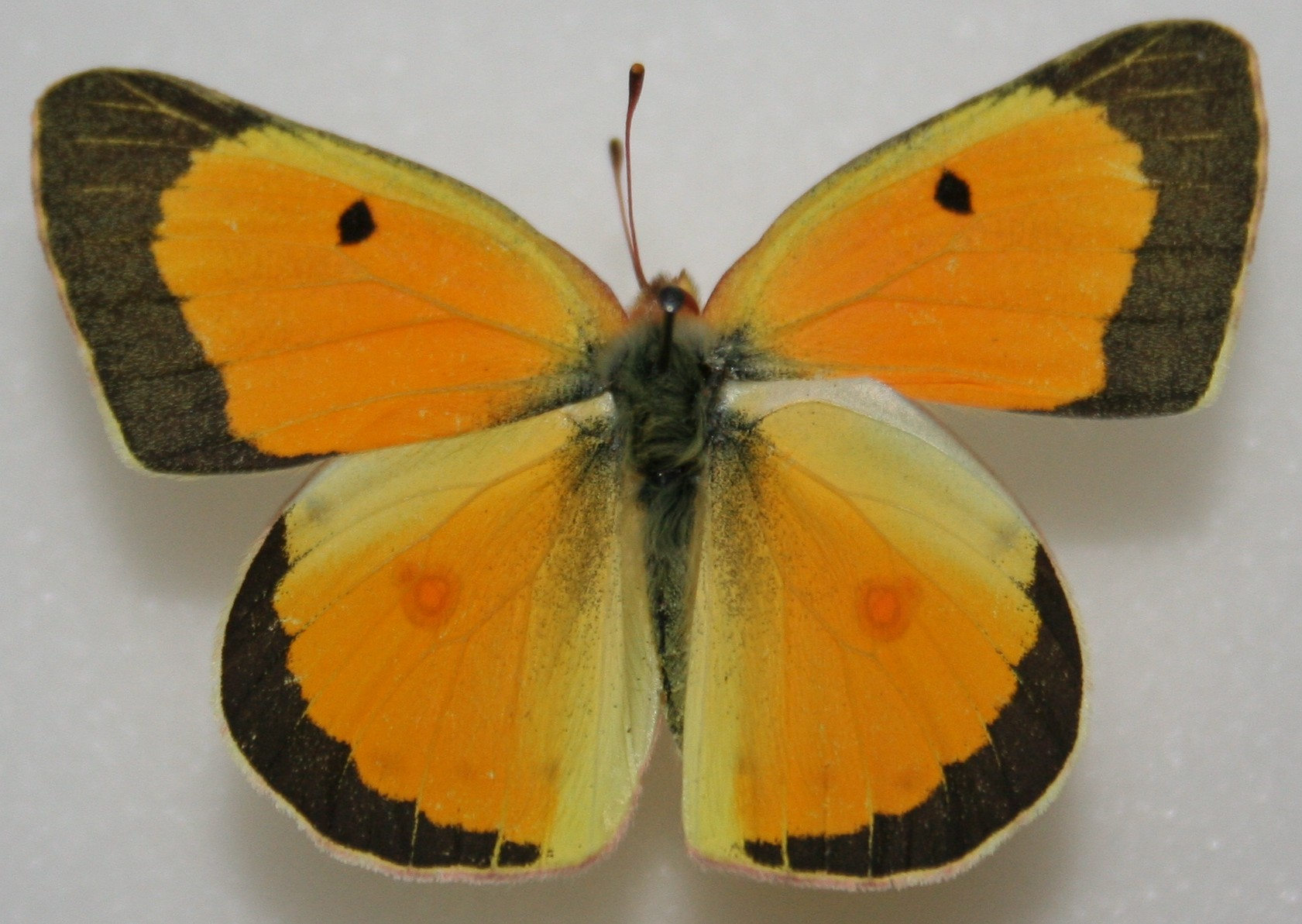
Colias eurytheme, ♂
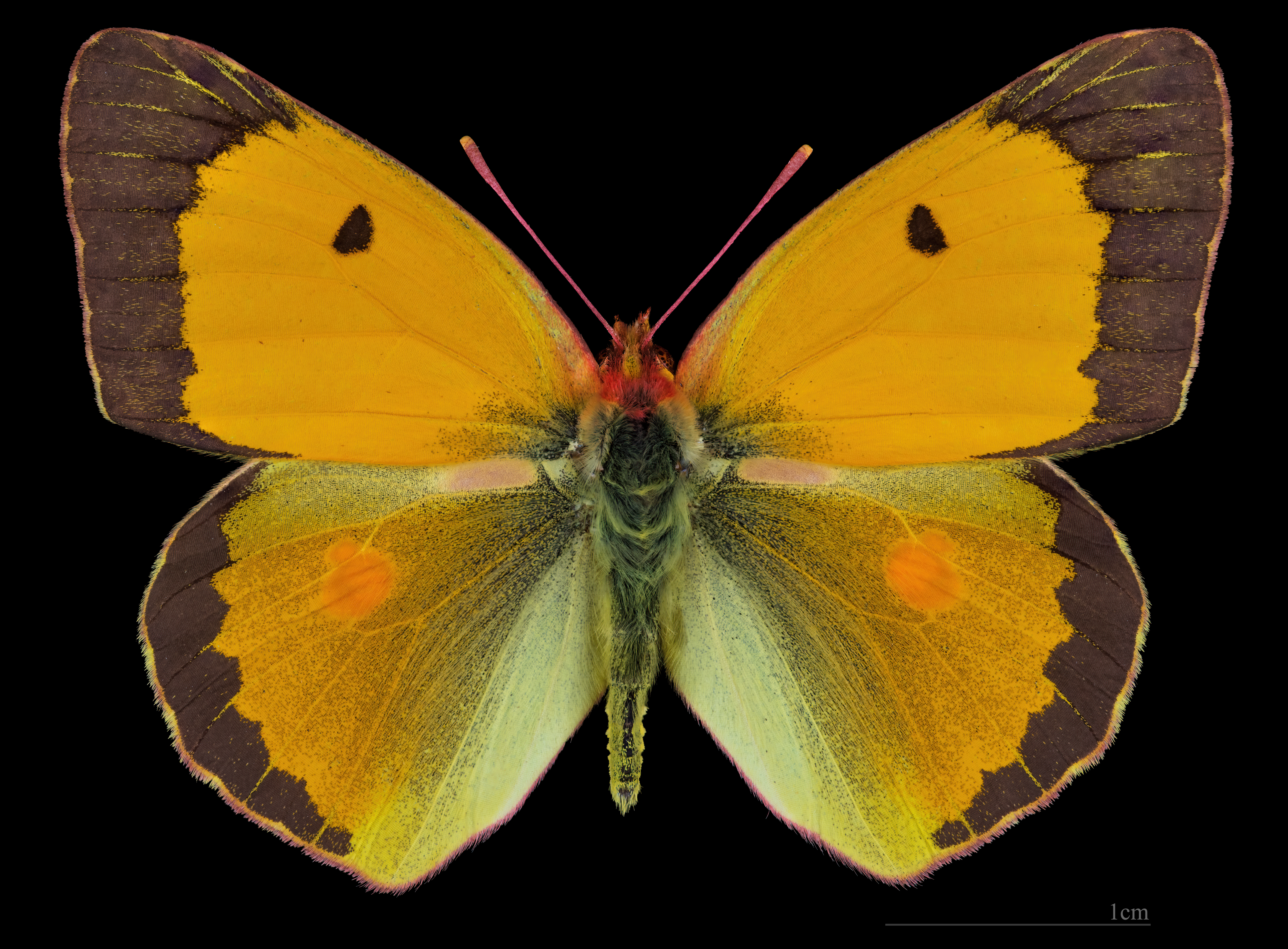
Colias croceus, ♂
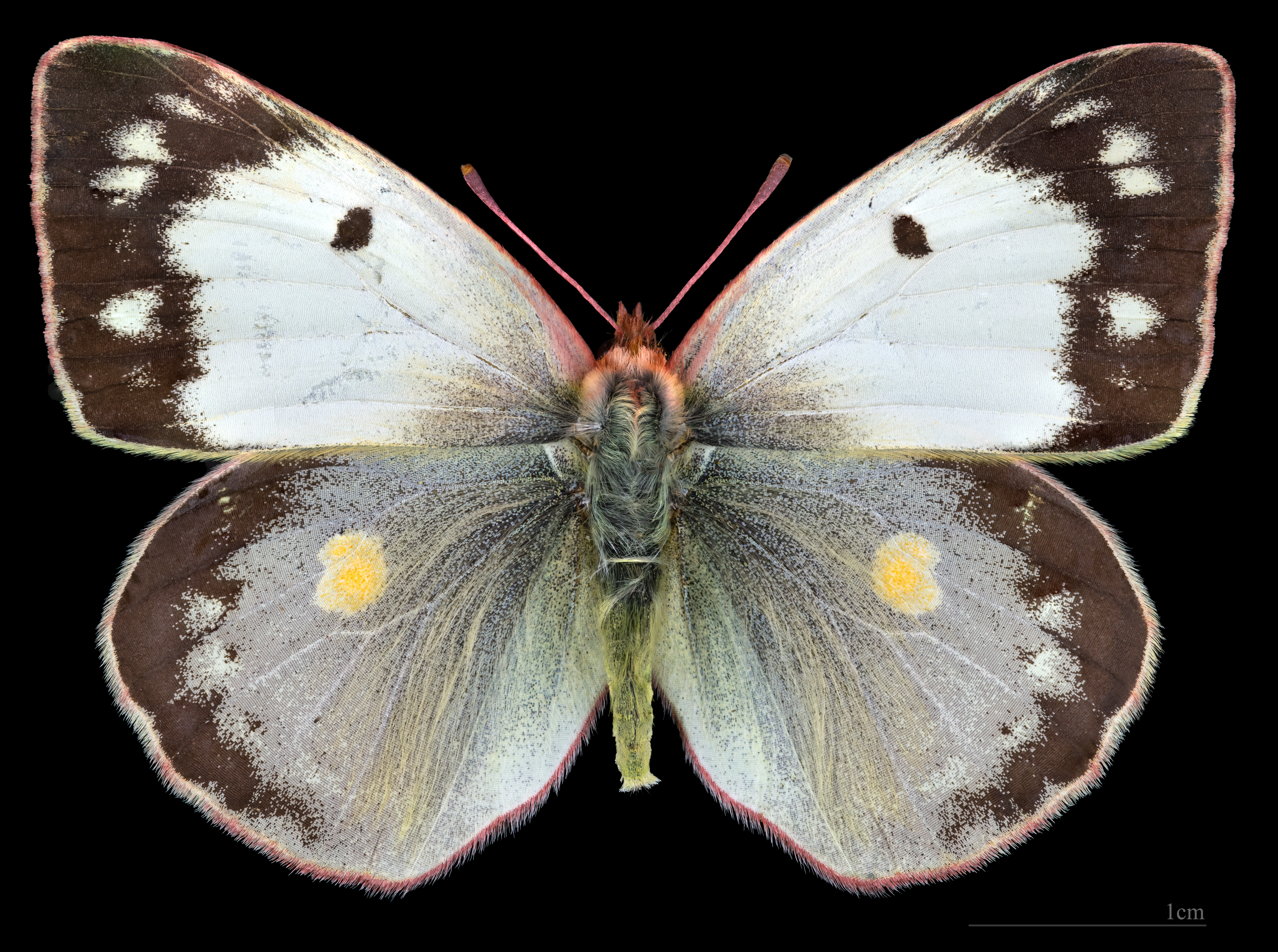
Colias croceus, ♂ f.helice
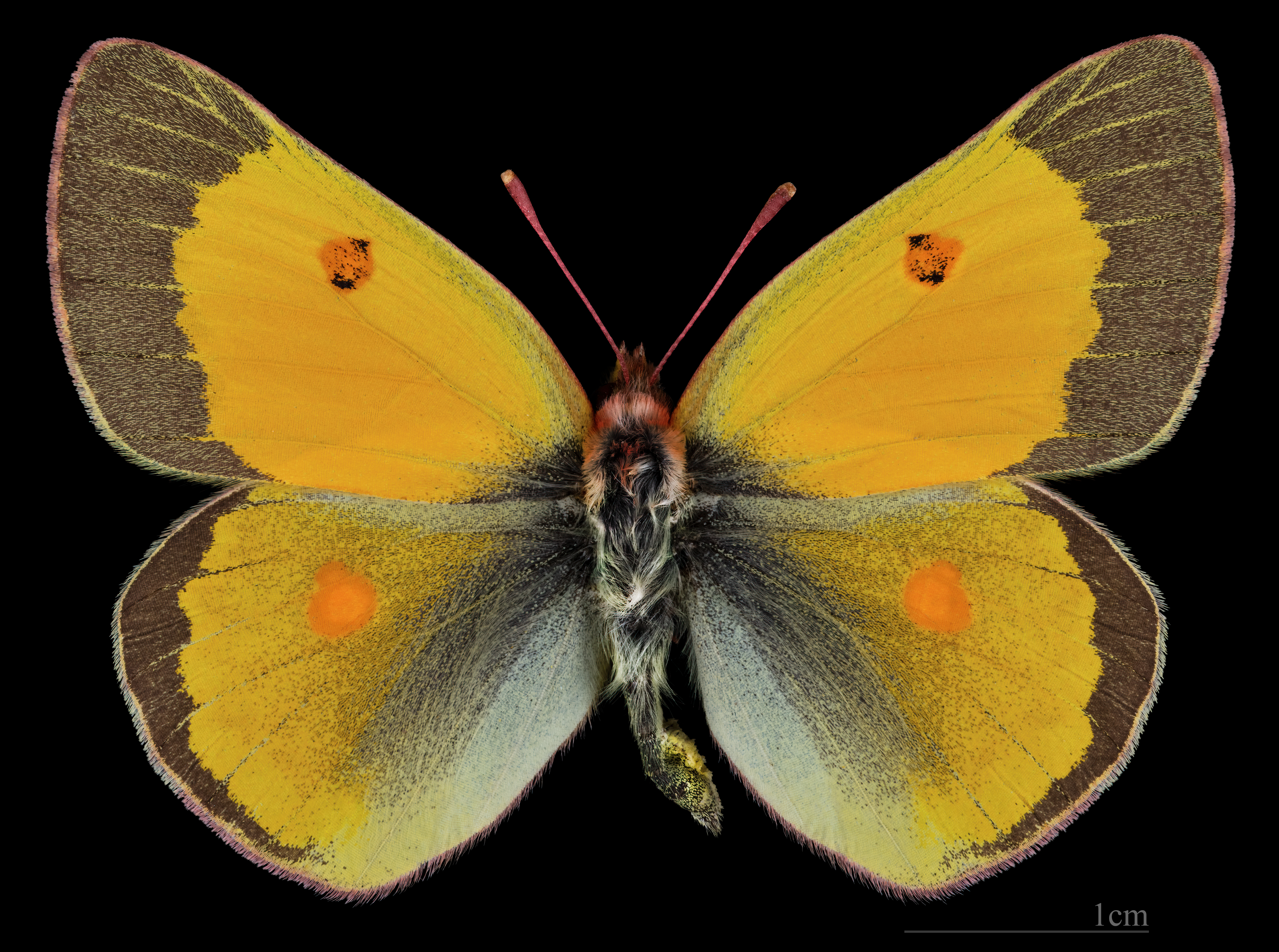
Colias chrysotheme ♂
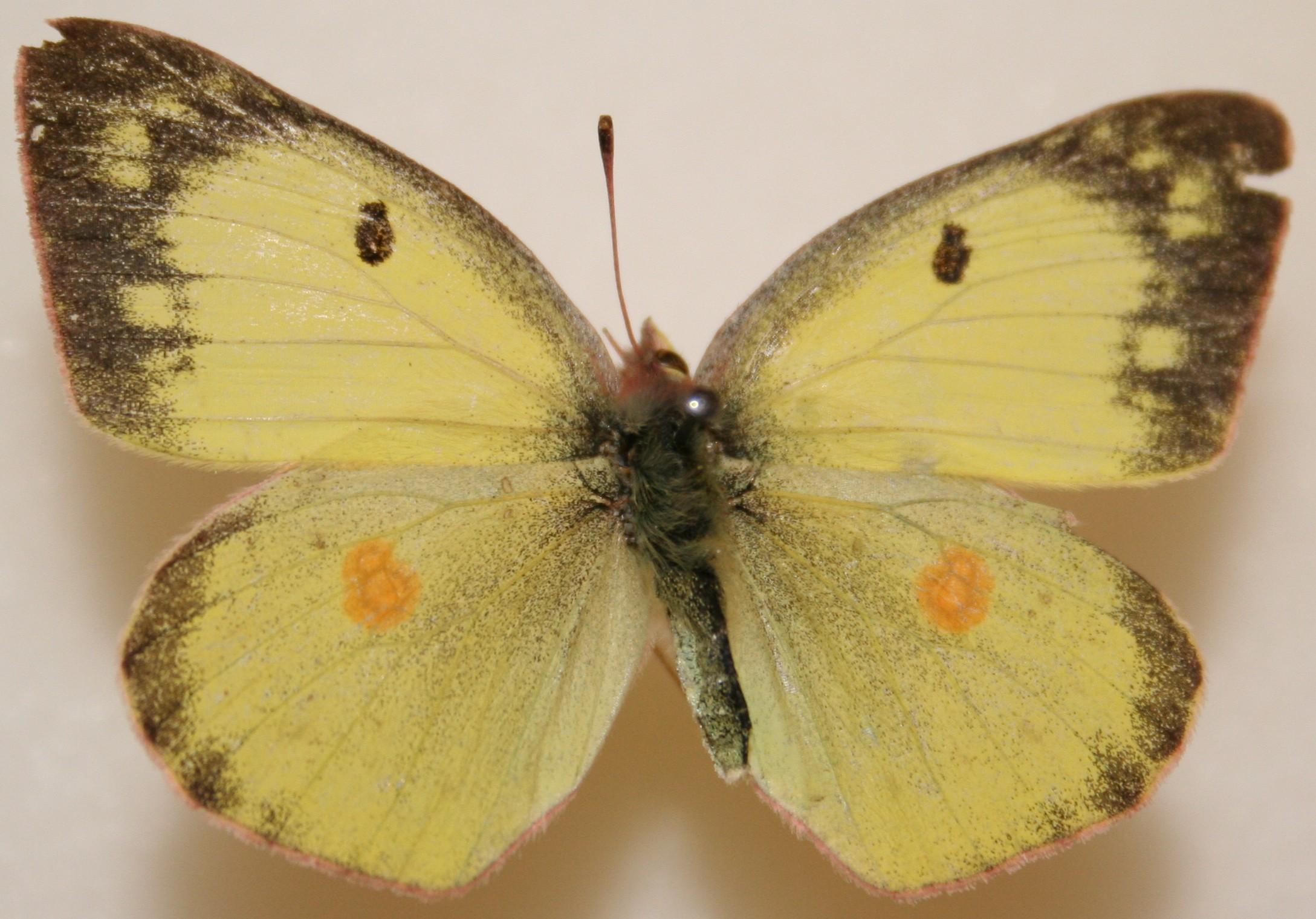
Colias philodice ♀
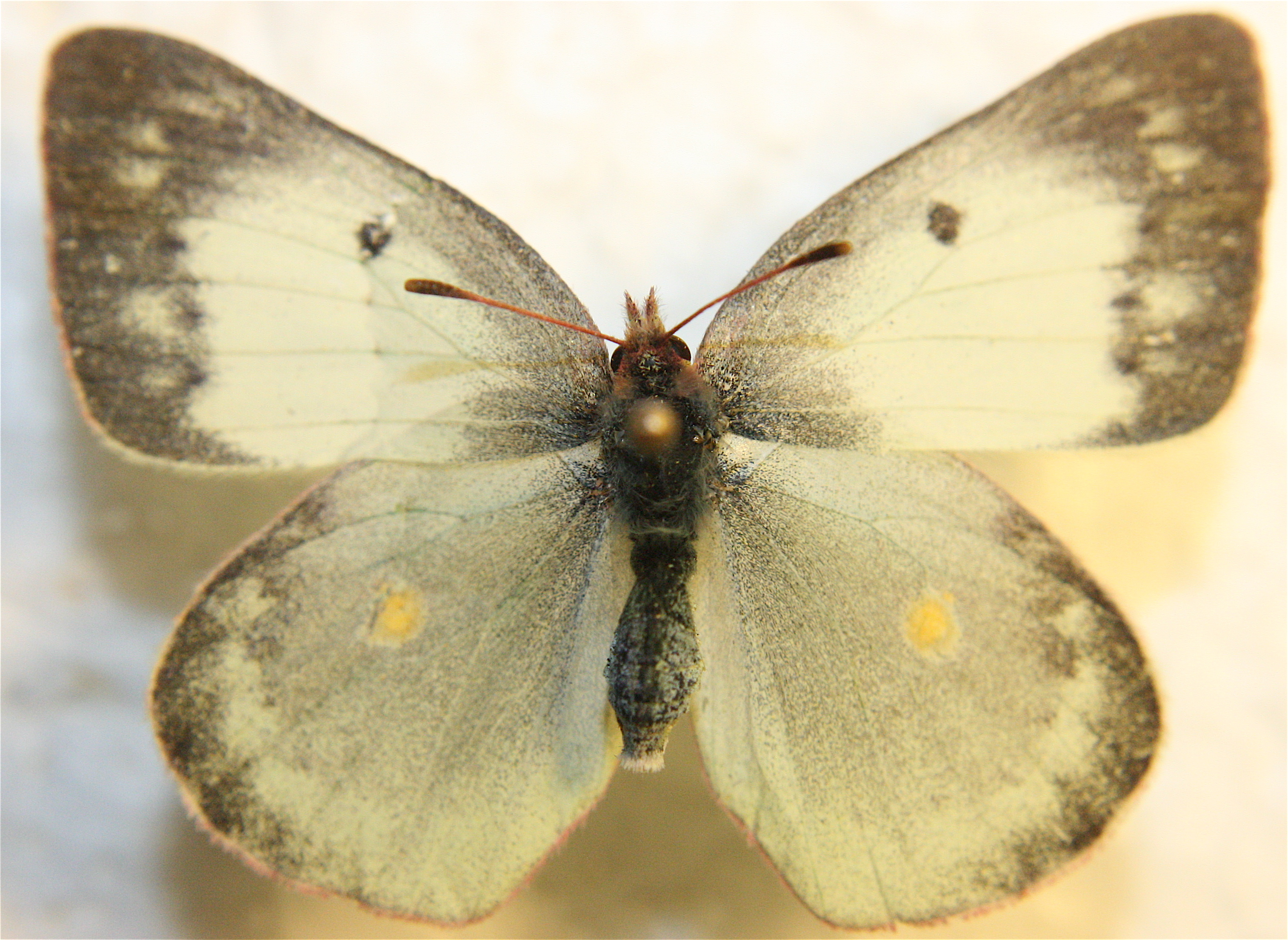
Colias philodice ♀ f.alba
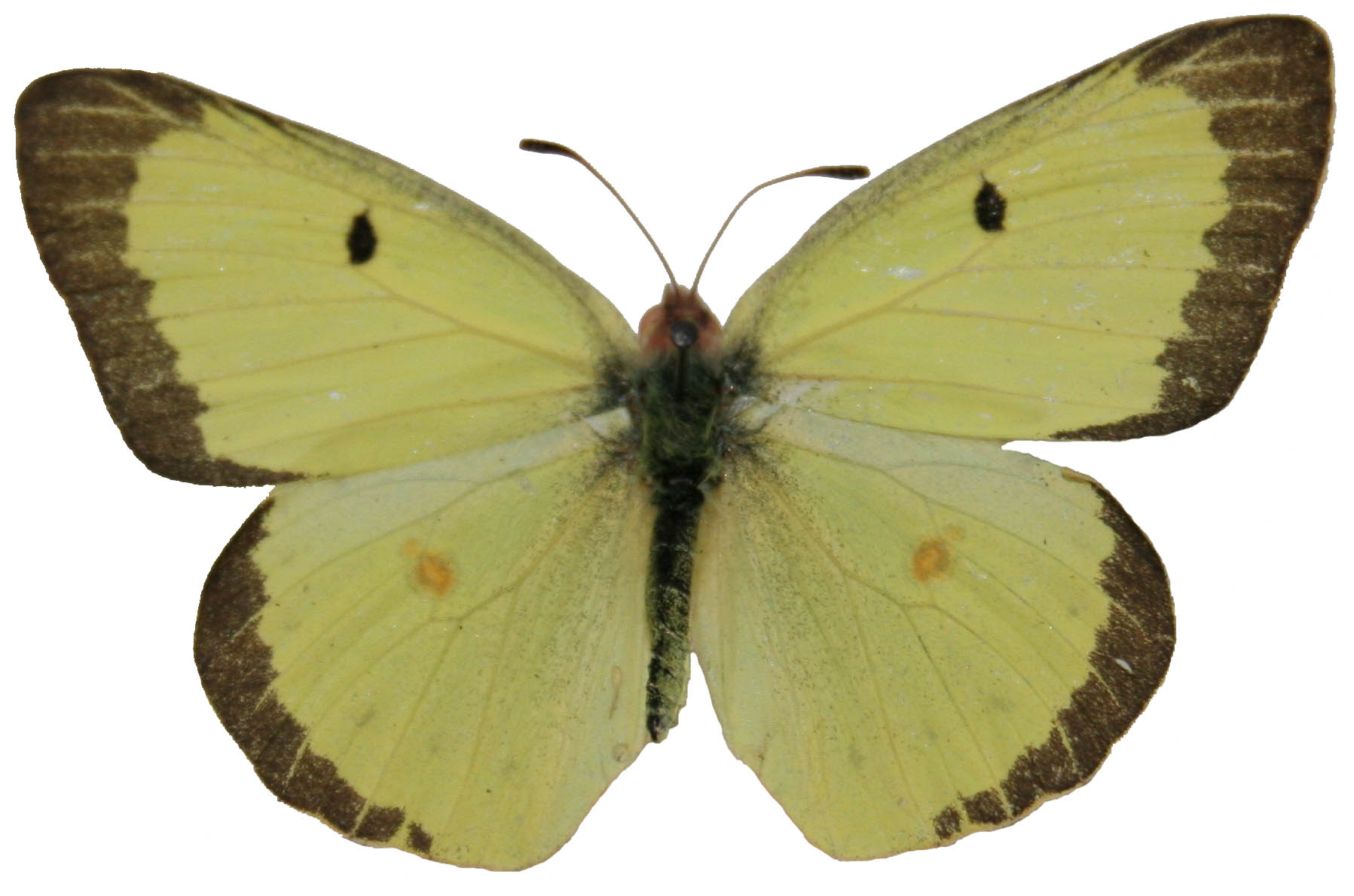
Colias philodice, ♂
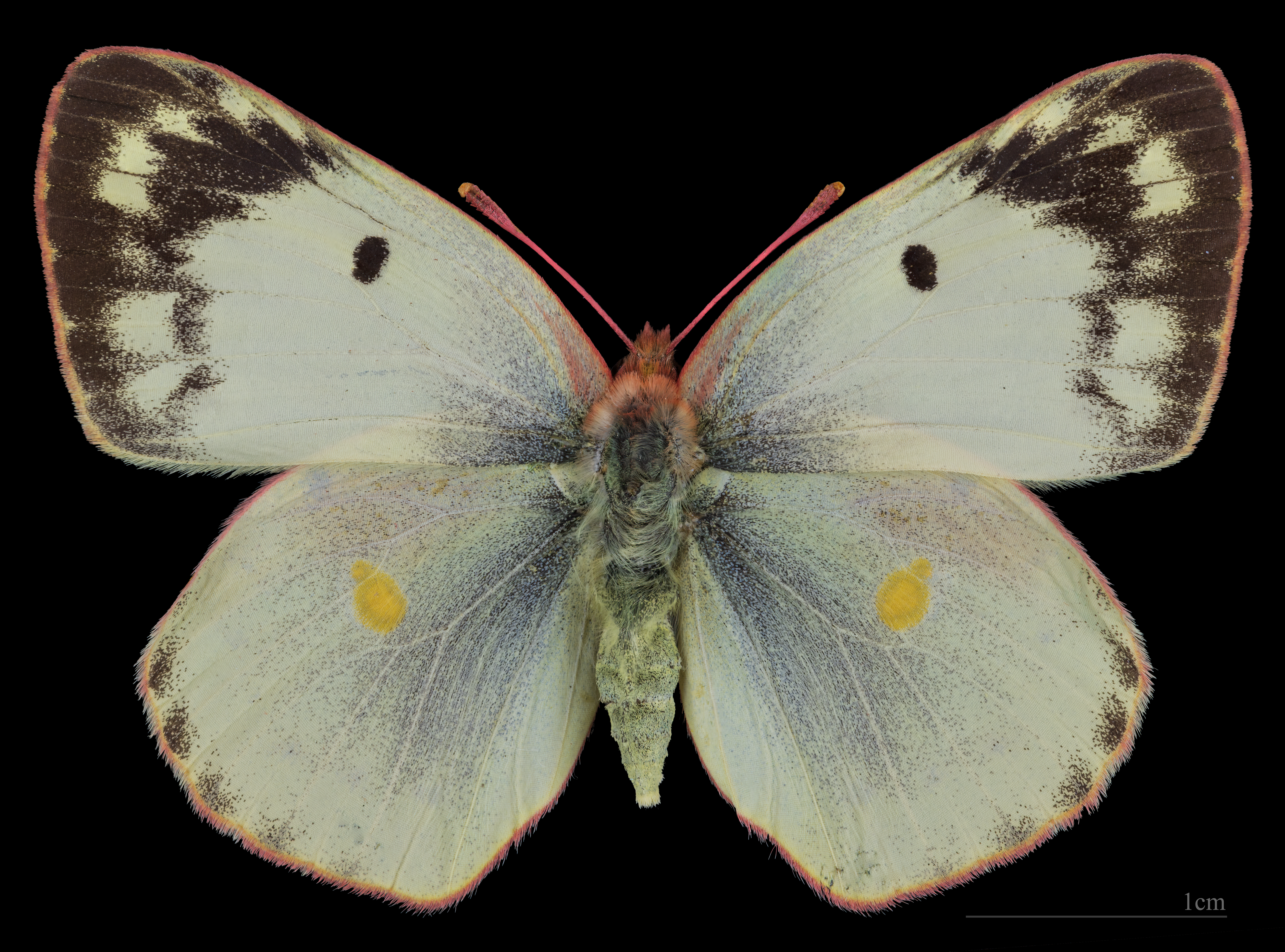
Colias alfacariensis,♀
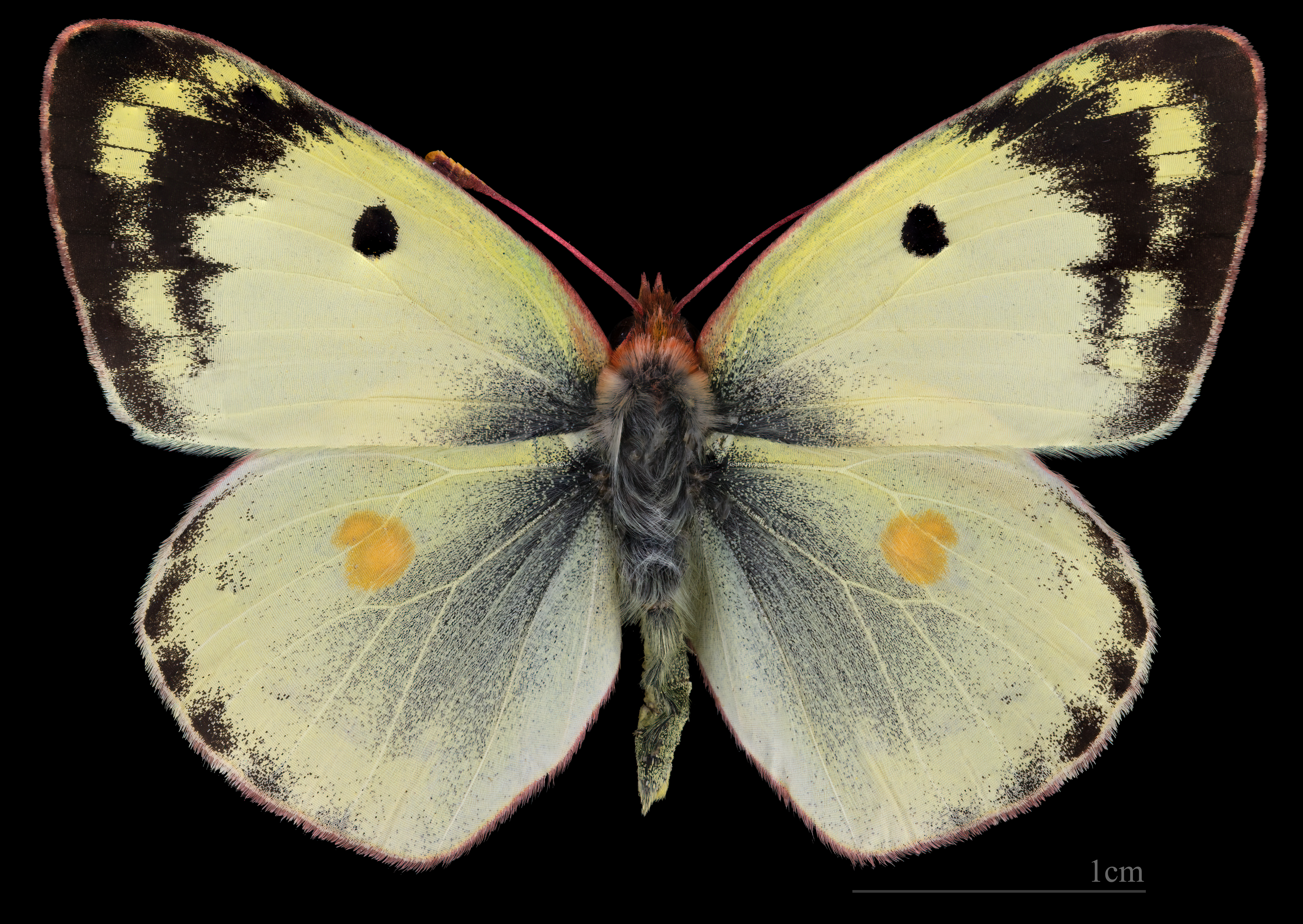
Colias hyale, ♂
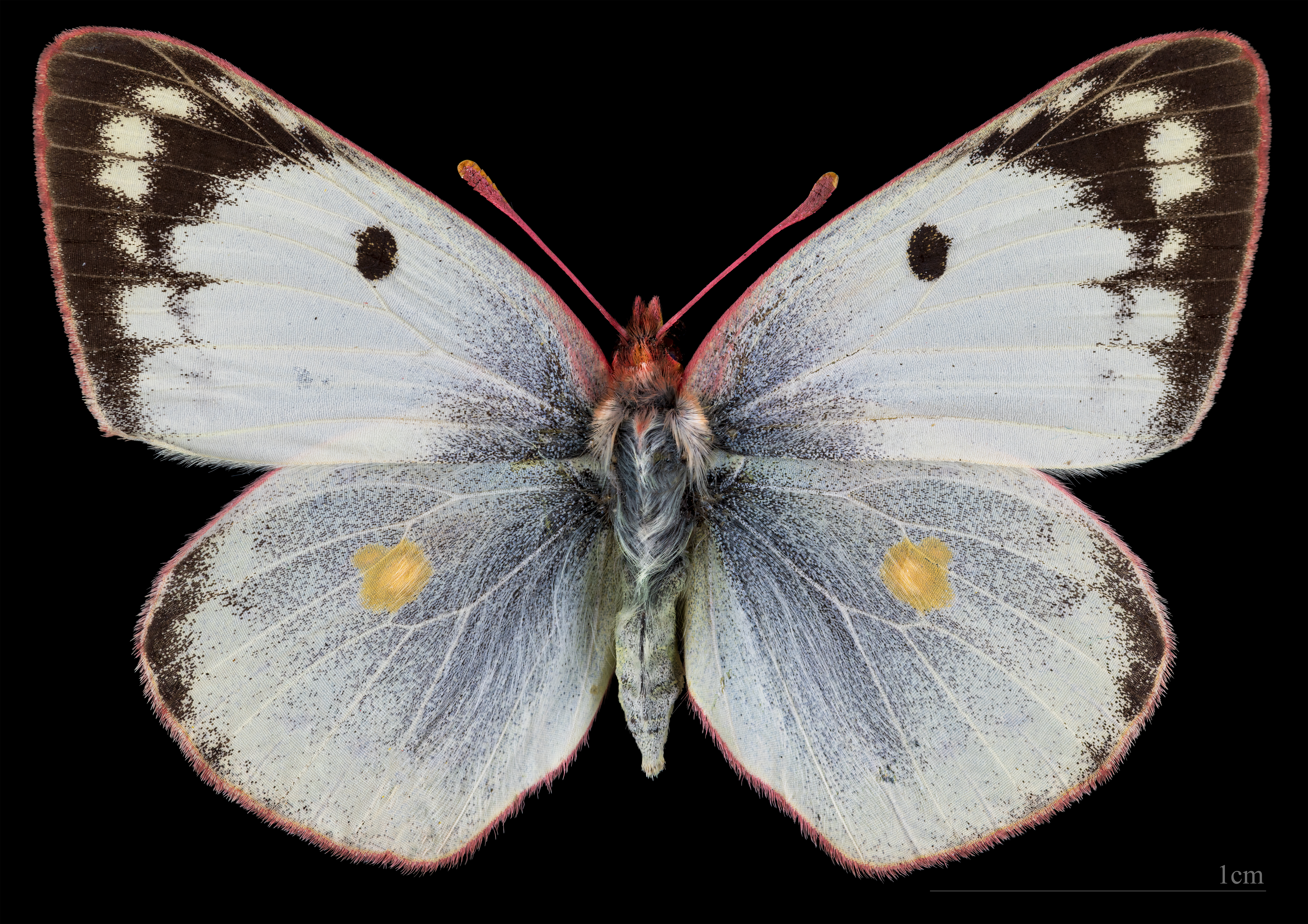
Colias hyale, ♀
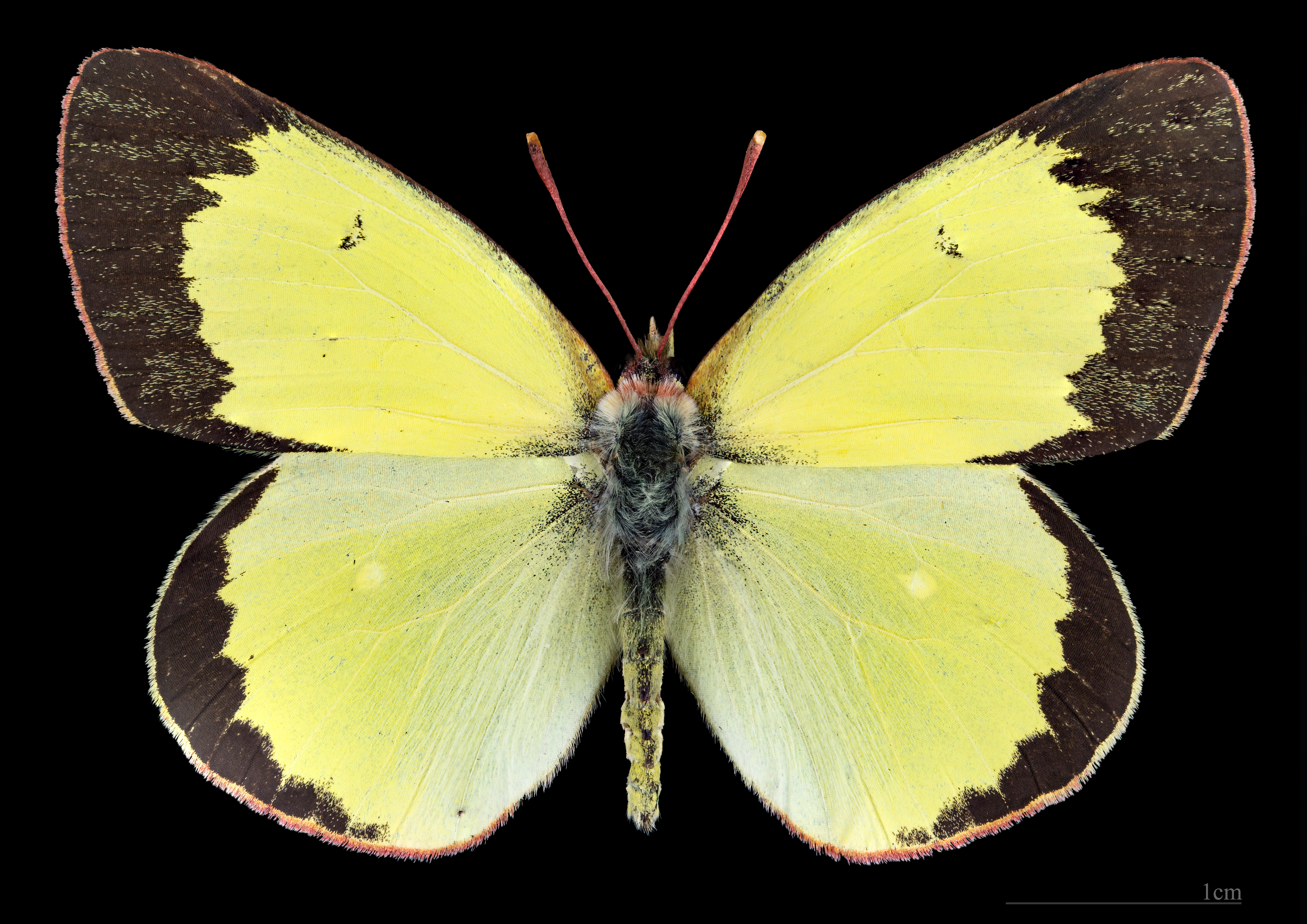
Colias palaeno, ♂
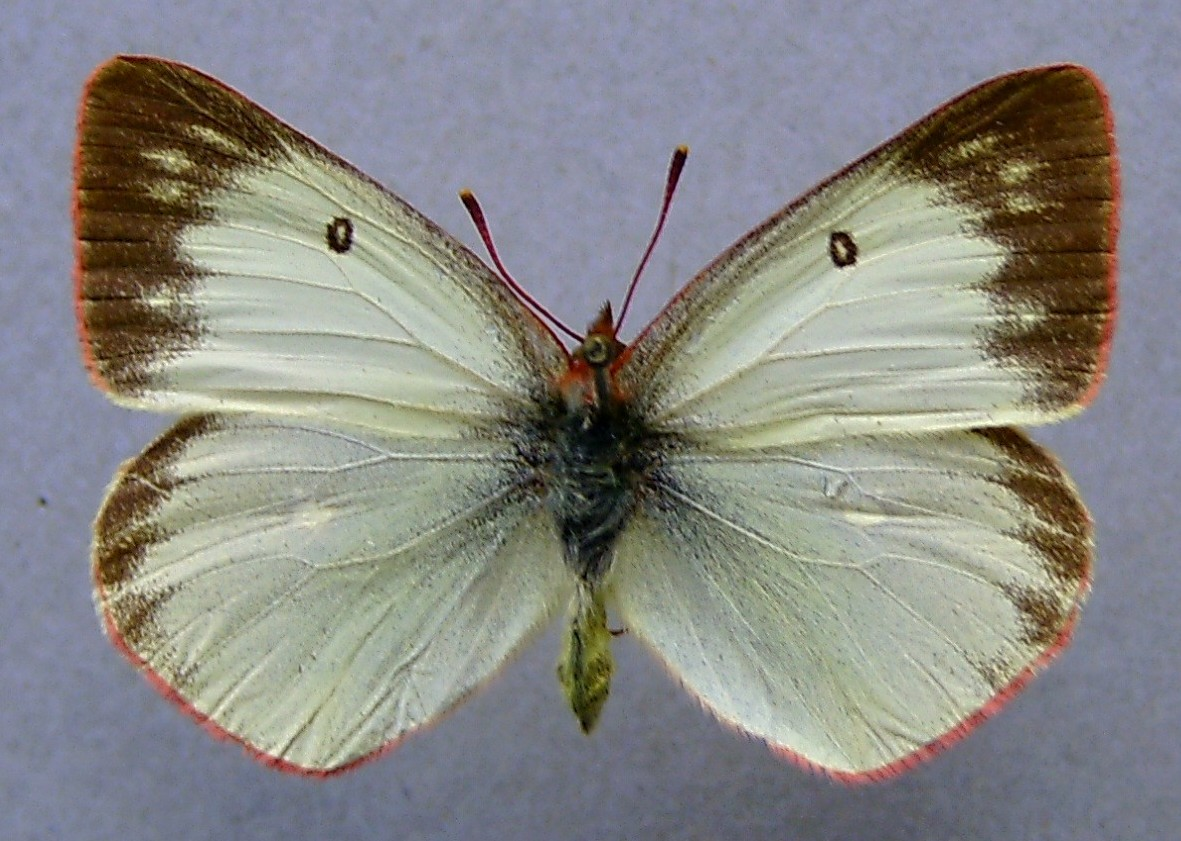
Colias palaeno, ♀
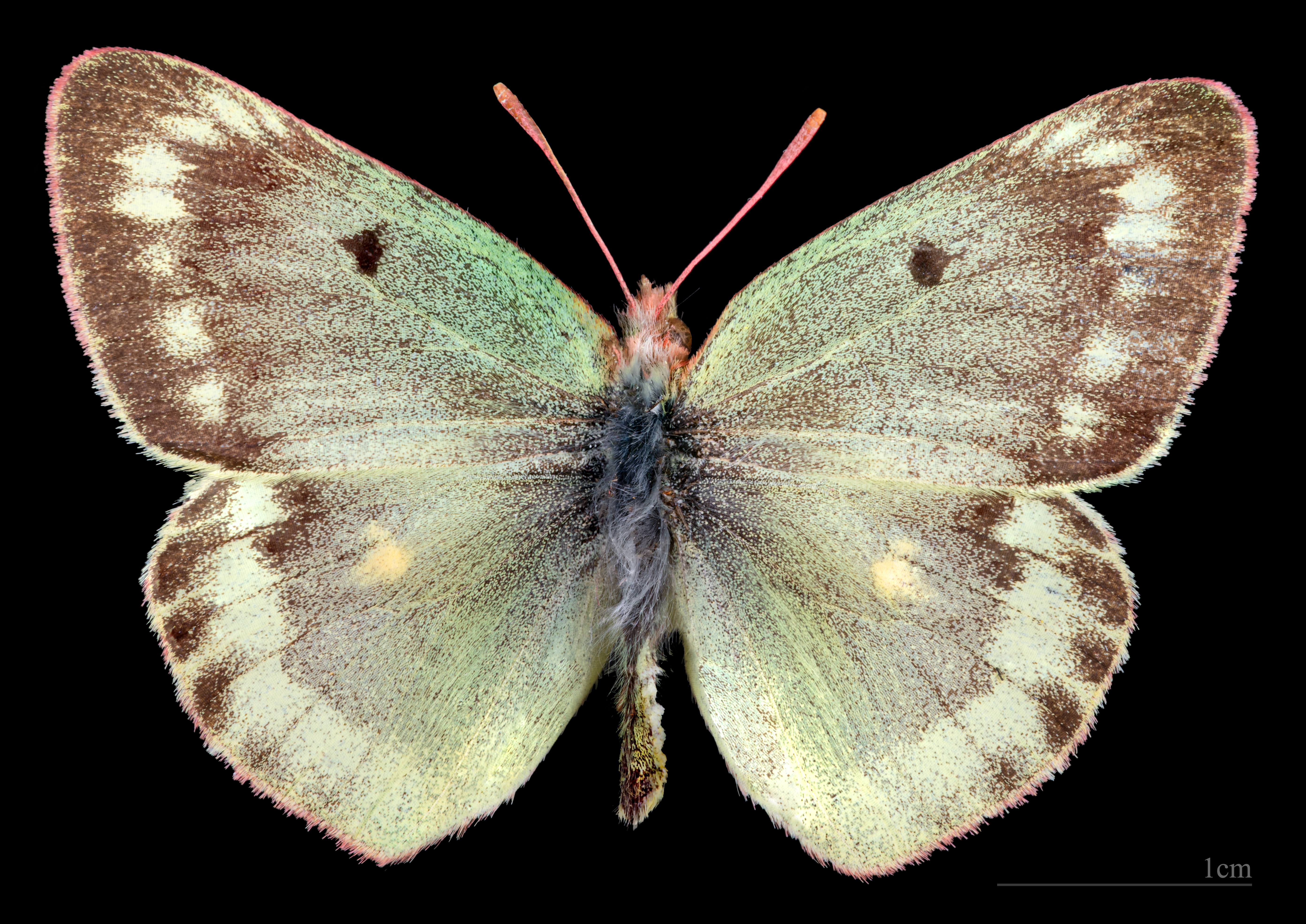
Colias phicomone, ♂
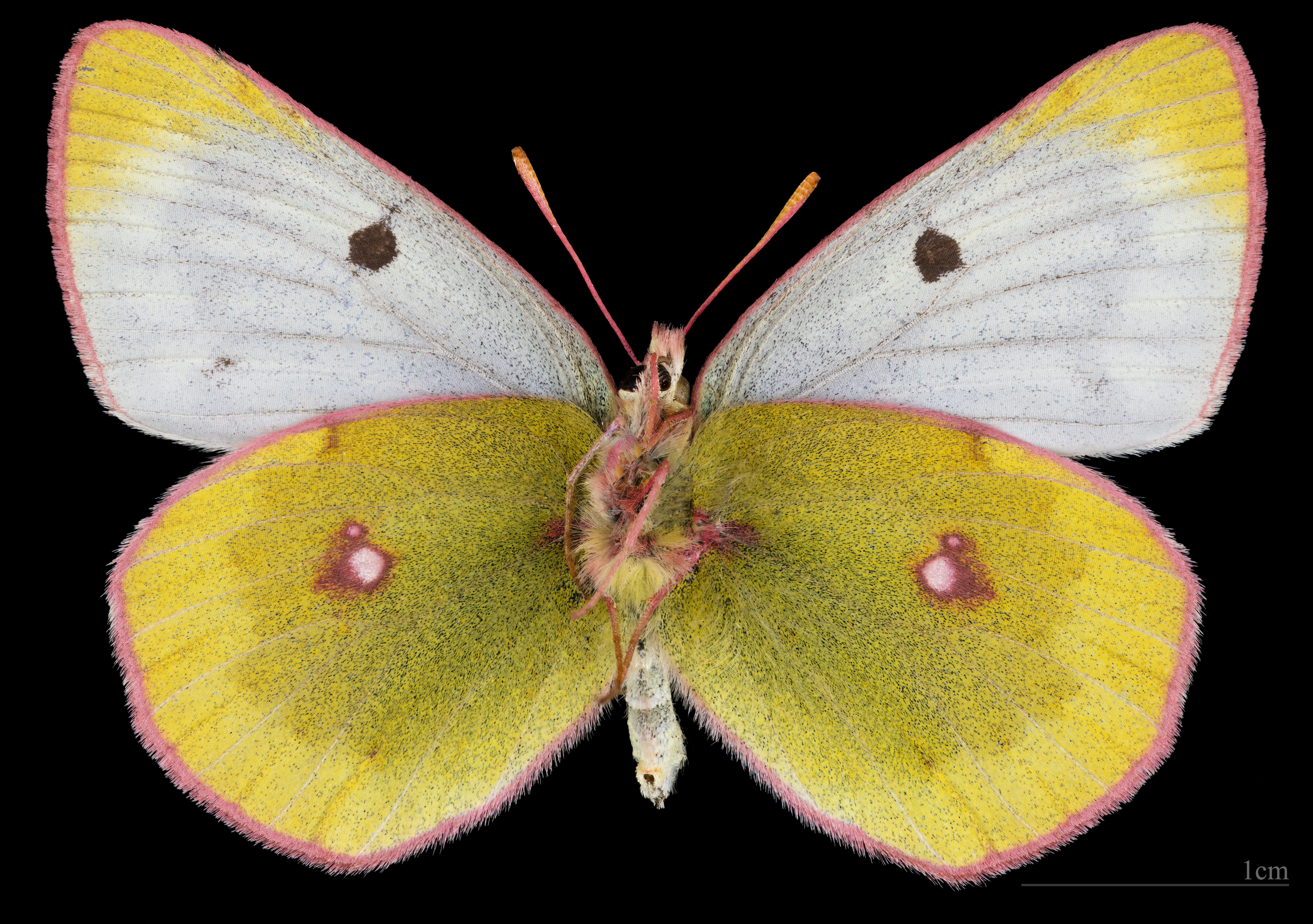
Colias phicomone, ♀